# Tuolpujärvi (sjö i Enare, Lappland)
Tuolpujärvi är en sjö i kommunen Enare i landskapet Lappland i Finland. Sjön ligger 235,4 meter över havet. Arean är 1,8 kvadratkilometer och strandlinjen är 7,99 kilometer lång. Sjön  ingår i Neidenälvens huvudavrinningsområde.   Den ligger omkring 350 kilometer norr om Rovaniemi och omkring 1100 kilometer norr om Helsingfors. 